# Juan Carreño de Miranda
Juan Carreño de Miranda (Avilés, 25 de março de 1614 — Madri, 3 de outubro de 1685) foi um pintor do barroco espanhol. É considerado, após Velázquez, o maior nome da chamada Escola de Madri. Destacou-se no panorama pictórico cortesão da segunda metade do século XVII, em especial no reinado de Carlos II, introduzindo um estilo que mescla a solidez estrutural com um notável gosto pela cor. Sofreu influências tanto das gerações precedentes de artistas locais (nomeadamente Velázquez) quanto dos pintores estrangeiros responsáveis por introduzir novas diretrizes ao barroco madrilenho, como Ticiano, van Dyck e Rubens.
Prolífico, produziu um grande número de obras, notáveis pela variedade de temas e técnicas pictóricas e, sobretudo, por sua extraordinária maestria no tratamento das gamas cromáticas. Especializou-se em cenas de caráter religioso e na retratística. Em 1669, foi nomeado pintor do rei, dedicando-se a partir de então à representação da família real e dos membros da corte madrilenha.

## Vida e obra

### Formação e consagração
Conforme relato de Antonio Palomino em Las Vidas de los pintores y estatuarios españoles, Juan Carreño de Miranda nasceu em uma família da pequena nobreza das Astúrias, filho de um pintor homônimo. Em 1625, na companhia do pai, viajou para Madri visando aperfeiçoar-se nos estudos. Aprendeu desenho no ateliê do obscuro pintor Pedro da las Cuevas e, em seguida, pintura, no de Bartolomé Román, discípulo de Velázquez. Em sua juventude, copiou obras de Rafael (O Pasmo de Sicília), de Ticiano (Santa Margarida) e os retratos reais de Velázquez. Sempre atento às observações que faziam sobre suas obras, tinha o hábito de repintar as partes criticadas. Entre seus primeiros trabalhos originais, citam-se dois quadros no oratório do Caballero de Gracia de Madri: São Francisco falando com os pássaros e Santo Antônio falando com os peixes.

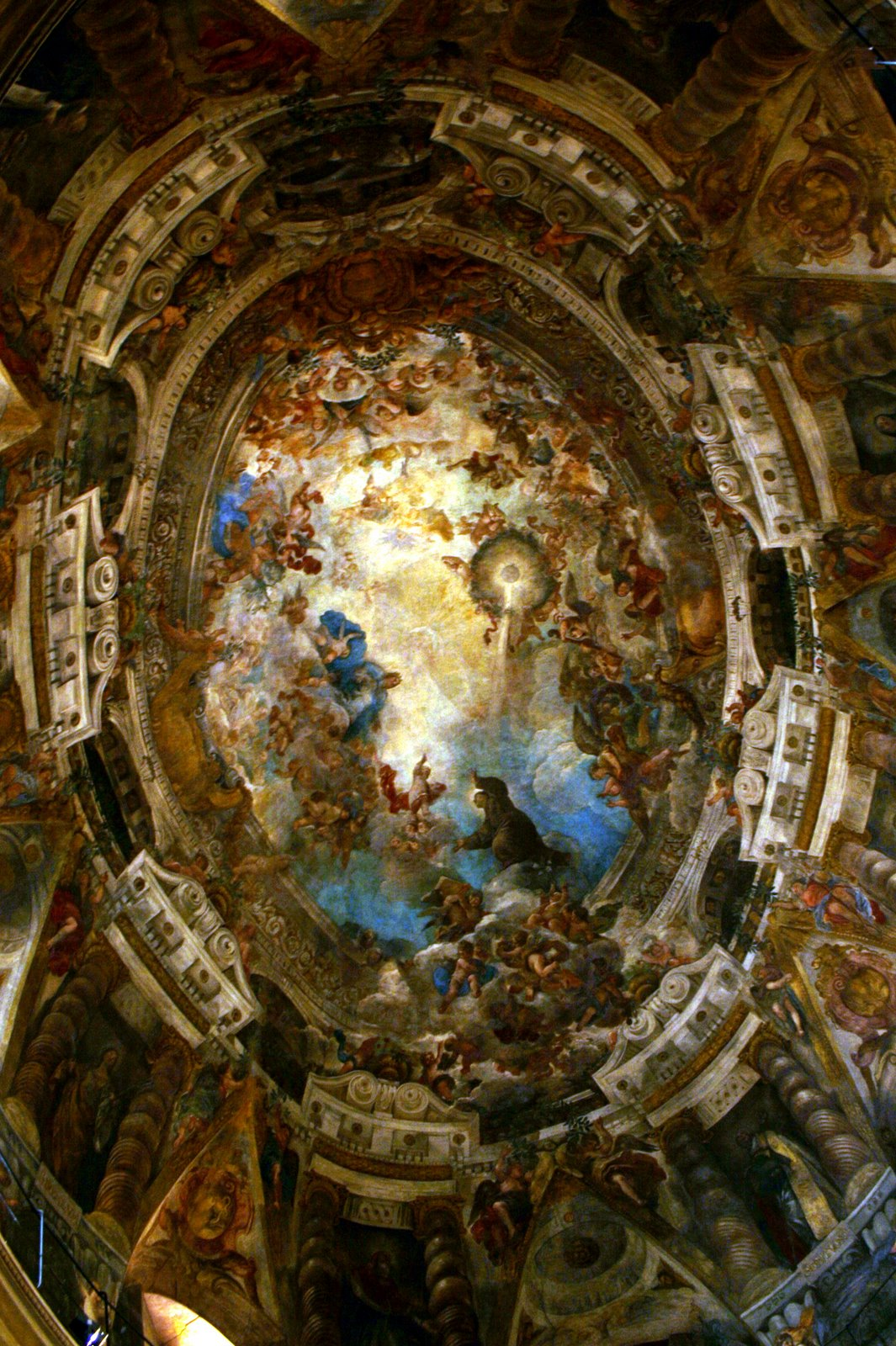
Abóbada da igreja de Santo Antônio dos Alemães (Madri).

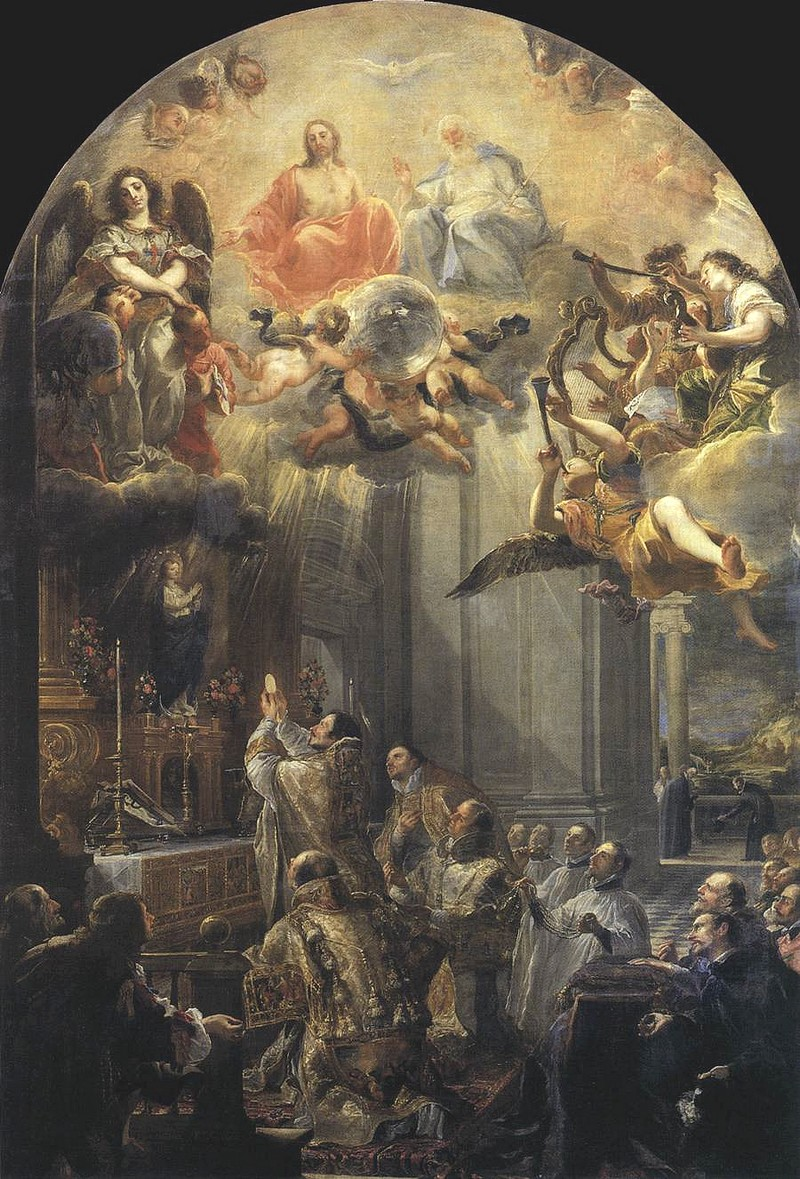
Fundação da Ordem dos Trinitários (1666), Museu do Louvre.

Aos vinte anos, despontou como pintor de cenas religiosas, realizando, provavelmente graças à intervenção de Velázquez, obras para o claustro do Colégio de Doña Maria de Aragón e para a capela do Convento do Rosário - que lhe valeram um prestígio quase imediato e uma indicação para decorar o Salão dos Espelhos do Palácio do Bom Retiro. Em 1657, foi nomeado alcaide do fidalgos de Avilés e, no ano seguinte, fiel do Estado Nobre de Madri. Em 1659, foi convidado por Velázquez para realizar dois afrescos mitológicos - Vulcano e Pandora - para decorar a Sala de Espelhos do Alcázar de Madri, em colaboração com os pintores lombardo-bolonheses Angelo Michele Colonna e Agostino Mitelli. Enfermo, Carreño não pôde concluir os trabalhos, sendo Francisco Ricci (ou Rizzi) designado para a finalização.
Desenvolveu uma profunda colaboração com Ricci desde então. Juntos, executaram a decoração da rotunda ovóide da igreja de Santo Antônio dos Alemães - um dos mais faustosos conjuntos pictóricos do barroco espanhol, cujo grande destaque, Santo Antônio e a Virgem em Glória, decorando o tema central da cúpula, é da mão de Carreño. Os dois pintores também colaboraram na  execução dos afrescos da Catedral de Toledo e da Igreja de Atocha de Madri. No teto desta última, Carreño executou O sonho do Papa Honório. Sobre esta obra, Michele Colonna teria dito a Filipe IV que o melhor artista da corte era o que havia pintado essa cena.

### Pinturas religiosas
Em um primeiro momento, Carreño se especializaria na pintura religiosa, executando desde pequenas telas para uso devocional privado até grandes retábulos. Embora menos apreciadas do que seus retratos, essas obras demonstram um senso da grande forma e uma admirável fluência na orquestração luminosa e pictórica da composição, mescladas a uma severidade derivada de Velázquez. Demonstram ainda um bom domínio dos ângulos de visão e da complexidade cenográfica, certamente frutos da atuação de Carreño como pintor de abóbadas. Nesse sentido, o artista chega a tamanhos desequilíbrios perspectivos e a uma ênfase celestial, que, em algumas obras, aproxima-se da poética de Tiepolo.
O grande ápice de Carreño na pintura religiosa é certamente a grande tela Fundação da Ordem dos Trinitários (Museu do Louvre, 1666), de uma atmosfera cromática digna de Ticiano e uma composição bastante harmoniosa, mais próxima da tradição barroca romana do que da estética propriamente castelhana. Também são notáveis as pinturas sobre a vida de Santo Isidro, o Lavrador, na capela homônima da Igreja de Santo André, a Puríssima, para a Igreja de São Gens, da qual existem diversas cópias e derivações, e A Virgem aparecendo a São Francisco (coleção San José, Madri), de tênue luminosidade e toque admiravelmente leve.
Outros quadros religiosos importantes são São Tomás de Villanueva repartindo esmolas (Louvre) e a Assunção da Virgem (Museu de Poznan, Polônia) - este último elogiado pela luminosidade e perspectiva acuradas, repleto de contra-luzes, fulgores, contrastantes massas de áreas claras e sombreadas perfilando as formas, sugerindo um afresco de abóbada. O Museu de Belas Artes de Budapeste conserva duas obras de Carreño: São Domingos (datado de 1661), com clara influência de Zurbarán, e Santiago na Batalha de Clavijo, de forte expressividade barroca e influxo flamengo. Na Casa-Museu de El Greco, em Toledo, encontra-se a Virgem do Sacrário (ca. 1660).
A figura da Imaculada Conceição é uma das composições mais repetidas no corpus de obras religiosas de Carreño, seguindo a tradicional fórmula barroca de mobilidade corpórea e dos drapeados esvoaçantes, mas com uma expressão mais humanizada do que aquela que lhe conferiu Murillo. A Virgem dirige seu olhar para baixo, contemplando os homens, com expressão de amor e doçura. Mantém uma das mãos sobre o peito, enquanto a outra, intercessora, se estende sobre a Terra. Dentre os exemplares mais significativos dessa iconografia, destacam-se os da Hispanic Society de Nova Iorque e a do Museu Lázaro Galdiano de Madri.

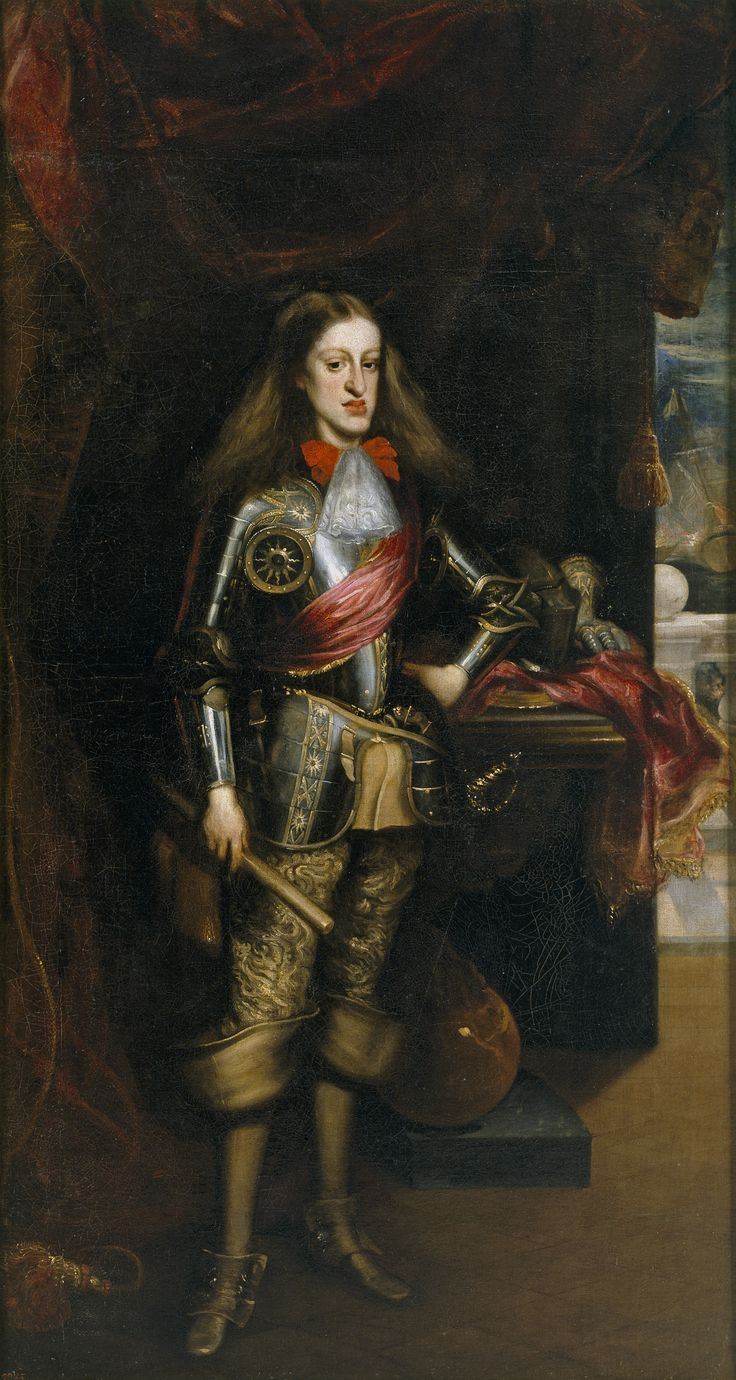
Retrato de Carlos II (1680), Casa-Museu de El Greco, Toledo

### Pintor de câmara
Em 1669, Carreño ingressou na Corte de Madri, obtendo o título de primeiro pintor do rei Carlos II, então com quatro anos. Filho de Filipe IV e da sobrinha deste, Mariana de Áustria, Carlos II morreria com apenas 39 anos. Desde pequeno, tinha um aspecto pouco saudável, provável consequência dos sucessivos matrimônios consanguíneos da família real. Era raquítico, epiléptico, intelectualmente medíocre e apresentava o tão característico prognatismo mandibular dos Habsburgo. Suspeita-se que sofria do mal hoje conhecido como síndrome de Klinefelter. Carreño executou diversos retratos de Carlos II. O mais célebre deles foi realizado quando o rei tinha dez anos e já aparentava, segundo Onievo, "enfermo e degenerado", acrescentando que Carreño o havia "pintado tão realisticamente que ao seu lado os [retratos] que fez Claudio Coello aparentam ser Adônis."

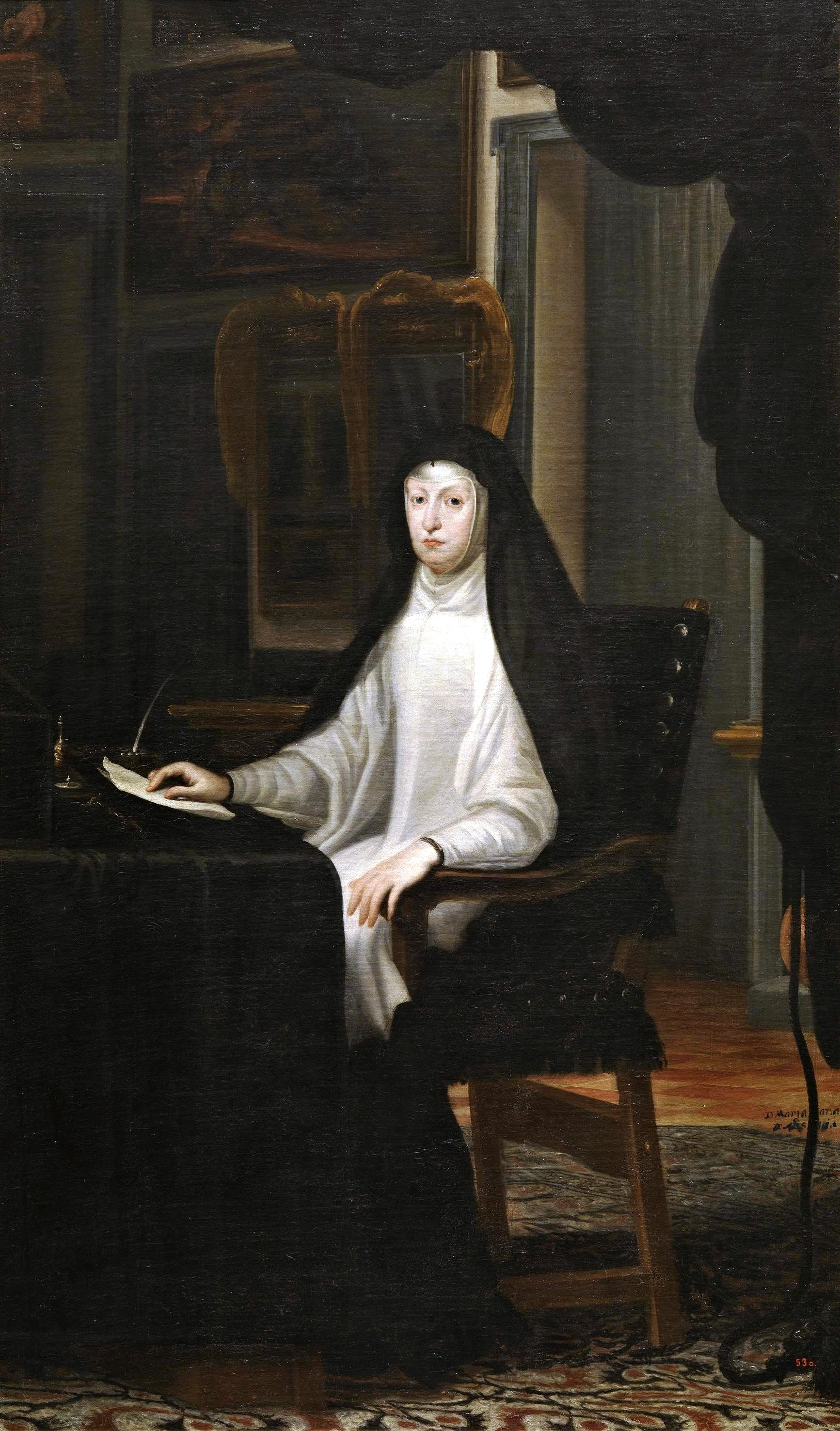
Mariana de Áustria (1670), Museu do Prado, Madri.

Não obstante, José Camon Aznar afirma que Carreño "o pintou com dignidade, atenuando suas deformidades, com a cabeleira caindo sobre os ombros e vestido com trajes negros". De toda forma, os retratos de Carlos II executados por Carreño têm grande importância caracterológica. Abundam, nesse conjunto, os retratos de corpo inteiro, invariavelmente com a face infantilizada, e seguindo o esquema compositivo dos retratos reais de Velázquez (Museu do Prado e Kaiser Fredich Museum, ambos de 1673, Museo del Greco, 1680). Carlos II nutria grande admiração pelo pintor, não apenas por seus méritos profissionais, mas também por sua "honra e candura".
Em 1671, por decisão da rainha regente, Mariana de Áustria, Carreño foi elevado à condição de pintor de câmara, ao lado de Francisco Ricci. Mariana de Áustria foi também retratada por Carreño em diversas oportunidades. Na maior parte das vezes, a rainha-mãe era retratada com a face rígida e envelhecida, aspecto severo, em postura voluntariosa, recoberta com trajes de monja (em referência à sua viuvez) e sentada em uma cadeira com um livro à mão, olhando diretamente para o espectador. Chama a atenção essa caracterização de Mariana como uma pessoa alheia dos negócios mundanos, que tão fortemente contrasta com sua personalidade ambiciosa e sua tão comentada sede de poder. Na opinião de Mayer, o melhor exemplar desses retratos é o que se encontra na Antiga Pinacoteca de Munique, uma das últimas obras do artista.

### Os retratos

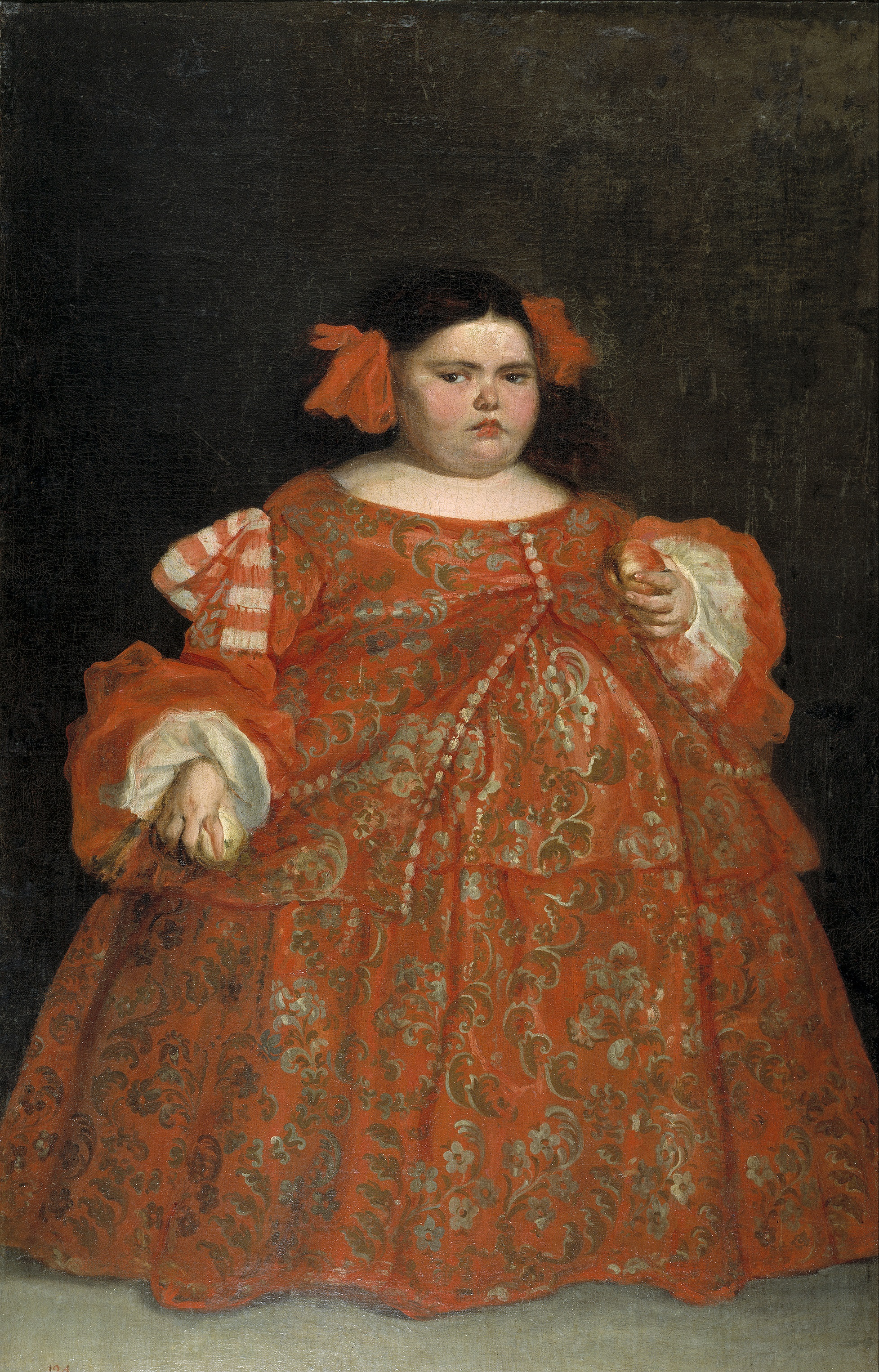
Eugenia Martinez Vallejo, dita, "La Monstrua" (ca. 1680), Museu do Prado, Madri.

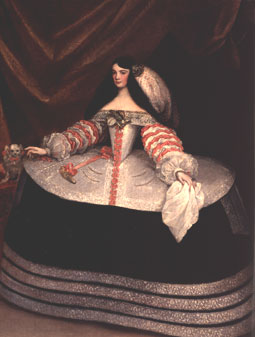
Inéz de Zúniga (ca. 1660), Museu Lázaro Galdiano, Madri.

Na condição de pintor de câmara, Carreño voltou-se quase que exclusivamente à retratística. E é nesse gênero que seu talento alcançará a plenitude, podendo-se elencar o artista, sem risco de incorrer em exageros, no rol dos grandes mestres espanhóis do retrato. Sua sensibilidade em transpor para as obras o predicado psicológico e temperamental dos modelos e a elegância da execução lhe garantiram enorme renome junto à corte madrilenha. Ao mesmo tempo, registrou com acume de cronista a agonia dos últimos anos da dinastia dos Habsburgo, paulatinamente agravada pelas guerras com a França. Efetivamente, os retratos de Carreño formam uma grande galeria da Espanha em decadência. As personagens da corte se apresentam pálidas, "congeladas", com roupas escuras e aparentando ansiosidade. Nas palavras de Aznar, "uma corte refinada e enferma, cheia de intrigas e de prodígios, com seu sóbrio sentido de elegância, grave e contida, frente à teatralidade do retrato francês contemporâneo."
Carreño retratou os sabandijas do palácio. Bufões, bobos-da-corte e "aberrações" devotados ao divertimento régio. Talvez seja o caso do anão Don Antonio, o Inglês, tradicionalmente atribuído a Velázquez, mas no qual Allende Salazar e Aznar identificam a mão de Carreño. De sua autoria, o British Museum possui um estudo de um anão. Certamente obra sua é o retrato do bufão Francisco Basán, conservado no Prado (ca. 1680) e sabe-se que o artista também retratou o bufão Antonio Macarelli, obra de localização atualmente desconhecida. O mais célebre exemplar desse grupo é certamente o retrato da menina de seis anos, Eugenia Martínez Vallejo, cognominada La Monstrua, executado a pedido de Carlos II, em que o brilhante vestido vermelho acentua a corpulenta forma do modelo. Carreño voltou a retratá-la pouco tempo depois, nua, com os atributos de Baco e a carnação fofa e desmesurada, com impressionante maestria técnica.
Grande parte dos retratos de Carreño seguem com fidelidade, à sua maneira, a retratística velazquiana, mas adaptando-a a uma maior sobriedade cromática e harmonias tonais refinadas. As obras aparecem "atenuadas", com jogos de matizes que exaltam os valores representativos do personagem retrado. É o caso do retrato do secretário Bernabé Ochoa, em uma coleção particular inglesa. Os retratos femininos, talvez os de maior influxo velazquiano, são criações bastante afortunadas de Carreño. Há dois exemplares altamente representativos: o retrato da Marquesa de Santa Cruz (coleção dos marqueses de Isasi, ca. 1650-60), com um imenso miriñaque, em tons de amarelo e prata, e o retrato de Doña Inéz de Zúniga, condesa de Monterey (Museu Lázaro Galdiano, Madri), com um imenso guarda-infante, em tonalidades refinadas de preto, vermelho e prata, combinadas em uma sutil harmonia. Aznar considera este último "um dos mais belos retratos espanhóis de todos os tempos".
Se nos retratos supracitados o influxo velazquiano é preponderante, há muitos outros casos em que o pintor evoca a tradição de Antoon van Dyck. Emblemático desse fenômeno é caso dos dois retratos de seu protetor, Gregorio María de Silva y Mendoza, o Duque de Pastrana. O mais antigo, conservado no Museu de Arte de São Paulo, é um retrato de câmara, bastante convencional, exibindo uma cultura pictórica estritamente castelhana. O exemplar posterior, pertencente ao Prado e considerado uma de suas obras-primas absolutas, representa o modelo com uma elegância à maneira inglesa que beira a afetação, acompanhado de dois criados e de um cavalo que dobra o pescoço em ritmo de voluta. À exceção do preto das vestes, toda a ambientação, os cavalos e a paisagem se revestem de cores mais vivas. Este influxo de van Dyck manifesta-se ainda nos retratos de dois cavaleiros, conservados no Museu de Budapeste, e um terceiro cavaleiro, na coleção Valdés, de Bilbao.
Destacam-se ainda, entre seus retratos, o de Pedro Iwarnowitz Potemkin, embaixador russo. A figura, soberba, em tons de vermelho, de grande vitalidade e prestança enérgica, evoca, talvez, a arte de Francisco Ricci. Dentre as obras de autoria incerta, merecem menção o Retrato de Filipe IV, conservado na Dorchester House de Londres, provável cópia de um original perdido de Velázquez, e o Retrato de Don Enrique Felipe de Guzmán, filho do Conde-Duque de Olivares, que Aznar considera de Carreño, mas que é atualmente atribuído ao seu mestre.